# Smaragd-Täubling
Der Smaragd-Täubling oder Smaragdgrüne Spei-Täubling (Russula innocua syn. R. smaragdina, R. smaragdina var. innocua) ist ein Pilz aus der Familie der Täublingsverwandten (Russulaceae).

## Merkmale

### Makroskopische Merkmale
Der Hut ist schmutzig weiß, blass bis dunkler graugrün gefärbt und besitzt aber auch ockerfarbene Anteile; im Alter ist er mehr gelblichgrün getönt. Der Hut erreicht einen Durchmesser zwischen 1,5 und 4 Zentimetern. Er ist sehr gebrechlich und stumpfrandig. Die Huthaut wirkt sehr porös und ist oft weit und deutlich gerieft. Die Lamellen sind relativ breit und stehen deutlich entfernt. Der Stiel ist schmutzig weißlich getönt, färbt sich aber von unten her grau. Er ist meist verbogen oder geknickt, längssteifig und zur Basis hin fast immer keulig verdickt. Er wird zwischen einem und vier Zentimeter lang sowie 0,5 bis 1 Zentimeter breit.
Das Sporenpulver ist blass cremefarben.

### Mikroskopische Merkmale
Die Sporen sind mit 8–9 × 7–8 Mikrometern oft nahezu kreisrund geformt. Auf der Oberfläche befinden sich dünne, sehr spitze Stacheln, die streng isoliert stehen und bis zu einem Mikrometer hoch werden.
Die Pleurozystiden sind 100(120) µm lang und 10(12) µm breit. Sie sind appendikuliert oder ohne charakteristische Merkmale. Die Pileozystiden sind häufig, zylindrisch bis keulig, fast septiert oft zusammengezogen oder oben stumpf.

## Ökologie
Der Smaragdtäubling ist wie alle Täublinge ein Mykorrhizapilz, der mit verschiedenen Laubbäumen eine symbiotische Partnerschaft eingehen kann. Er ist unter Birken, Hainbuchen, Kastanien, Haseln und Buchen zu finden. Dort besiedelt er flachgründige, mehr oder weniger lehmige, feuchte Böden über Kalken und Mergeln.

## Verbreitung

Europäische Länder mit Fundnachweisen des Smaragd-Täublings in Europa.
Legende:
Länder mit Fundmeldungen
Länder ohne Nachweise
keine Daten
außereuropäische Länder

Der extrem seltene Smaragd-Täubling wurde bisher ausschließlich in Europa gefunden.
In Deutschland ist er nur einmal in Westfalen sowie jeweils zweimal im Saarland, in Baden-Württemberg und in Südbayern nachgewiesen.

## Systematik

### Infragenerische Systematik
Der Smaragd-Täubling wird von M. Bon in die Untersektion Atropurpurinae gestellt. Die Untersektion enthält scharf schmeckende Arten mit verschiedenfarbigen, aber niemals rein roten Hüten.

## Bedeutung
Wie alle Täublinge aus der Untersektion Atropurpurinae ist der Smaragd-Täubling ungenießbar oder schwach giftig.